# Дитхелм фон Кренкинген
Дитхелм фон Кренкинген (на немски: Diethelm von Krenkingen; † 12 април 1206, манастир Залем, Баден-Вюртемберг) е от 1157 до 1161 г. абат на манастир Райнау, от 1169 до 1206 г. на манастир Райхенау и от 1189 до 1206 г. епископ на Констанц.

## Произход и управление
Дитхелм фон Кренкинген е от благородоническата фамилия на фрайхерен фон Кренкинген (днес част от Валдсхут-Тинген), която има собствености в Южен Шварцвалд. Син е на Еберхард († 1150), първият господар на Кренкинген. Роднина е на Еберхард фон Регенсберг († 1 декември 1246), епископ на Бриксен (1196 – 1200), архиепископ на Залцбург (1200 – 1246), и на Валтер фон Фатц († 18 януари 1213), епископ на Гурк (1200 – 1213).
Той първо е монах в манастир Райхенау. През 1169 г. Фридрих Барбароса го номинира за абат на манастир Райхенау. Той отива в Рим при папа Урбан III (папа от 1185 до 1187) и получава помазване като абат. Дитхелм става съветник на императора и през 1183 г. помага за мира с градовете в Ломбардия.
През 1189 г. Дитхелм фон Кренкинген като могъщ абат на Райхенау е номиниран за епископ на Констанц, тогава най-голямата диоцеза на Германия, и остава абат. Той е освен това тесен политически съветник на Филип Швабски, най-малкият син на Фридрих Барбароса (от 1198 г. римско-немски крал). Дитхелм фон Кренкинген получава от Филип през 1197 г. управлението на Херцогство Швабия. Заради политическата му намеса и близостта му с Хоенщауфените папата Инокентий III поставя Дитхелм с краля от 1201 до 1204 г. в анатема (отлъчване от църквата).
През лятото на 1201 г. Дитхелм участва във военния поход на Филип в Тюрингия и през януари 1205 г. при новия избор и коронизацията на Филип. През 1206 г. той участва в дворцовите събрания в Нюрнберг и Еслинген в свитата на краля. След това Дитхелм фон Кренкинген се отказва като епископ през 1206 г. и се оттегля в манастир Залем, на който е бил приятел цял живот. По негово желание Дитхелм е погребан в манастира.